# La caza (canción)
«La caza» es el título de una canción grabada por el dúo español de pop Juan y Junior en 1967.

## Descripción
Se trata del primer sencillo de la banda y uno de sus mayores éxitos, junto a Anduriña. El tema se publicó como sencillo con la canción Nada en la cara B.
El tema alcanzó el número uno de Los 40 Principales el 2 de julio de 1967.

## Versiones
El dúo realizó también una versión en lengua inglesa, bajo el título de The Chase.
La Década Prodigiosa lo incluyó como uno de sus cortes de su primer LP recopilatorio (1985). En 1989 el trío femenino Objetivo Birmania lo incorporó a su álbum Los amigos de mis amigas son mis amigos.
Posteriormente, el tema sería versionado por la banda Lori Meyers en 2005 e incluido el álbum homónimo.
Asimismo, se han grabado sendas versiones de imitación de los intérpretes originales para el talent show Tu cara me suena: La primera en la versión infantil, con el cantante Daniel Diges y el niño concursante José Luis (2014) y la segunda fuera de competición, entre los miembros del jurado Carlos Latre y Shaila Dúrcal —hija de uno de los intérpretes originales— (2016).